# Davisia amoena
Davisia amoena is een microscopische parasiet uit de familie Sinuolineidae. Davisia amoena werd in 1980 beschreven door Gaevskaya, Kovaljova & Umnova. 